# Qinyang
Qinyang is een stad in de provincie Heilongjiang van China. Qinyang,
gelegen in de prefectuur Jiaozuo, telt meer dan 100.000 inwoners. Qinyang is ook een arrondissement.